# Барбара Олельківна
Барбара Олельківна (пол. Barbara Olelkówna; нар. на зламі 1428/29 — пом. пред 13 лютого 1492) — донька київського князя Олелька Володимировича від московської князівни Анастасії Василівни.              
За припущенням польського дослідника Яна Тенговського, своє рідкісне на Русі ім'я вона дістала на честь Барбари Циллі, —  дружини священного римського імператора Сигізмунда Люксембурзького, з котрою той в січні 1429 року побував на луцькому з'їзді монархів.           
Між 1441 та 1443, причому ближче до останньої дати, дівчину видали заміж за мазовецького князя Болеслава IV. Йому вона народила десятьох дітей, однак лише 4 синів (Конрад, Януш, Болеслав і Казимир) й донька Анна дожили до повноліття. Прикметно, що Болеслав вважався одним із головних претендентів на польський трон після загибелі Владислава Варненчика. Ба більше, в 1446 його обрали королем, щоправда, у разі відмови Казимира Ягеллончика, а цього так і не сталось.          
Уперше Барбара згадується в бреве папи римського Миколая V від 18 грудня 1450. Зі смертю чоловіка 10 вересня 1454 вона стала самостійною властителькою Вишогрудської землі, що була її віном, а по кончині свекрухи Ганни Федорівни 25 травня 1458 — регентшею (ducissa et gubernatrix) Східної Мазовії разом із плоцьким єпископом Павлом Гіжицьким (вперше згадується під таким титулом 1 серпня того ж року). Від імені малолітніх синів жінка брала участь у засіданнях князівських рочків, вела листування з сусідніми державами (в т.ч. із Тевтонським орденом) й скріпляла документи, нерідко титулуючись як ducissa Mazouie, Russie etc. Олельківна також спричинилась до обговорення питання престолонаступництва вмерлих князів Західної Мазовії.      
Була похована у парафіяльнім костелі св. Трійці в Новім Мясті, що неподалік Плонська, правдоподібно в неділю 19 лютого 1492.       